# .pr
‎.pr‏ دامنه اینترنتی اختصاص داده شده به کشور پورتوریکو است.

## دامنه‌ها و زیر دامنه‌ها
- pr. - برای تجارت‌ها، حرفه‌ها، اشخاص حقیقی، شرکت‌ها، روابط عمومی، و غیره.
- biz.pr. - برای تجارت‌ها
- com.pr. - برای شرکت‌ها (محدود به شرکت‌ها نیست)
- edu.pr. - برای مؤسسات آموزشی واقع‌شده در پورتوریکو
- gov.pr. - برای آژانس‌های وابسته به دولت پورتوریکو
- info.pr. - برای وب‌گاه‌های اطلاعاتی
- isla.pr. - برای افراد حاضر در پورتوریکو
- name.pr. برای اشخاص حقیقی
- net.pr. - برای موجودیت‌های وابسته به شبکه (محدود به این دسته نیست)
- org.pr. - برای سازمان‌ها (محدود به سازمان‌ها نیست)
- pro.pr. - برای حرفه‌ها
- est.pr. - برای دانشجویان
- prof.pr. - برای استادان دانشگاه
- ac.pr. - برای پژوهشگران